# たぶん私たち一生最強
『たぶん私たち一生最強』（たぶんわたしたちいっしょうさいきょう）は、小林早代子による日本の小説。連作短編集。『小説新潮』（新潮社）2018年11月号から2023年2月号に5編が掲載されたのち、プロローグと書下ろしの1編を加え、2024年7月24日に同社から単行本が刊行された。

結婚や出産など人生の選択を迫られる年齢を迎えた高校の同級生だった女性4人組が、「一生最強」でいるためにシェアハウスで共同生活を送るようになる前後の出来事が描かれたシスターフッドの物語。

## 制作背景
小林が2018年に『小説新潮』の官能特集に寄せてセックスレスをテーマに発表した「よくある話をやめよう」（第4話）をもとに、主人公の花乃子のその後を描いた「あわよくば一生最強」（第1話）の執筆時にルームシェアする4人の女性を主要人物に据えた連作短編集にする構想を決める。これらは、小林が実際にルームシェアを始める前に書かれており、小林が好きだった海外ドラマ「フレンズ」や「ビッグバン・セオリー」のような、友人とわちゃわちゃした生活を送りたいという想像がもとになっている。
「ニーナは考え中」（第3話）「勝手に踊るな!」（第5話）「女と女と女と女」（第6話）は、小林が実際にルームシェアを始めた後の経験がもとになっており、特にルームシェアの期限が「二年間限定」と決まっていたことから、「もしこの生活が続いたらどうなるか」を想像して書かれている。また、「ニーナは考え中」については、「一緒に暮らしている友達が姪っ子を連れてきた」という小林が普段から投稿している「妄想ツイート」がもとになっている。

## あらすじ
プロローグ

あわよくば一生最強

イケてる私たち　

ニーナは考え中

よくある話をやめよう

勝手に踊るな!

女と女と女と女

## 登場人物

### 主要人物
マンションでルームシェアする高校の同級生だった女性4人組。
花乃子（かのこ）
少女漫画家。26歳。男好きだが「女友達と一生暮らしたい」と考える。ハイボール（濃いめ）が好き。
少女漫画誌「マカロン」で「オレンジの午後にじゃじゃ馬のキス」を連載する。元大手商社の営業事務員。
百合子（ゆりこ）
ウェブ関連の広告代理店勤務の会社員。26歳。「仕事」と「お金」に満足しているが、「愛」に不満と問題を抱える。
澪（みお）
一流企業の会社員。26歳。相手が誰であろうと言いたいことを口にするタイプ。
亜希（あき）
低賃金の職場で働く女性。26歳。「転職したい」が口癖。心の隙間を「推し活」で埋めている。

### あわよくば一生最強
雄太（ゆうた）
花乃子の元カレ。高校時代から10年付き合ったがセックスレスや浮気を経て半年前に終止符を打つ。

### イケてる私たち
ササモト
百合子の合コン相手。合コン後、ホテルで一夜をともにする。
ナガセ
亜希の友人。台風が近づいて生きた心地がしないとSNSで呟く。

### ニーナは考え中
玲奈
澪の兄嫁。不登校となった娘のニーナをシェアハウスに滞在させてほしいとリモートで相談する。
澪の兄
飲料メーカーのシステム系部署に勤務。リモートワークの整備やサポートに忙殺されている。
ニーナ
澪の姪っ子。コロナでの休校を境に小学校に登校しなくなる。花乃子の漫画の大ファン。

### よくある話をやめよう
町田　理沙（まちだ りさ）
花乃子の高校時代の知人。帰国子女。雄太の浮気相手。
矢辺（やべ）
花乃子が勤務していた大手商社の社員。営業部のエース的存在。
あやさ
花乃子がマッチングアプリで出会った男性。29歳。

### 勝手に踊るな!
吾郎（ごろう）
亜希のゼミの同期。ごっちゃん。男性のパートナーがいる。ドナーとして亜希に精子を提供する。
スナさん
吾郎のパートナー。外資系証券会社に勤務する優秀な人。
ゆうか
亜希のゼミの同期。二人目を妊活中。小柄な女性。ウグイス嬢のバイトをしていたことがあり、異様に活舌が良い。
浦部（うらべ）
ゆうかの夫。亜希の所属していたゼミの一期下の後輩だった。体格がよく口数が少ない。

### 女と女と女と女
恵麻（えま）
花乃子が海外の精子バンクで精子を購入して出産した娘。中高一貫校の高校に通う。
朝（あさ）
亜希が出産した娘。恵麻の姉。恋人と暮らすためパリに渡った花乃子と一緒にパリに移り住む。
美礼（みれい）
恵麻に好意的に接する同級生。母親に中学受験の際の様子をSNSにアップされ個人情報を晒され今でも怒っている。
景都（けいと）
恵麻の先輩。バンドでリードボーカルを担当する女子。恵麻をバンドに誘う。ディベート部も兼部している。
浦部（うらべ）
恵麻の先輩。バンドでパーカスとアレンジを担当する男子。恵麻のバンド勧誘を景都に推薦していた。

## 書誌情報
- 小林早代子『たぶん私たち一生最強』
  - 単行本：2024年7月24日発行、新潮社、ISBN 978-4-10-351762-7

| タイトル             | 初出                        |
| -------------------- | --------------------------- |
| あわよくば一生最強   | 『小説新潮』2019年5月号[3]  |
| イケてる私たち       | 『小説新潮』2020年5月号[4]  |
| ニーナは考え中       | 『小説新潮』2022年1月号[5]  |
| よくある話をやめよう | 『小説新潮』2018年11月号[2] |
| 勝手に踊るな!        | 書き下ろし                  |
| 女と女と女と女       | 『小説新潮』2023年2月号[6]  |